# Amblychaeturichthys
Amblychaeturichthys  é um género de peixe da família Gobiidae e da ordem Perciformes.

## Espécies
- Amblychaeturichthys hexanema (Bleeker, 1853)[3]
- Amblychaeturichthys sciistius (Jordan & Snyder, 1901)[4][5][6][7][8][9][10][11]